# Рональд Ноубл
Рональд Кеннет Ноубл (англ. Ronald Kenneth Noble, нар. 1956, Нью-Джерсі) — генеральний секретар Інтерпола (2000—2014). Професор школи права Нью-Йоркського університету.

## Життєпис
Народився у 1956 році в Нью-Джерсі. Закінчив університет Нью-Гемпшира (бакалавр економіки і бізнес-адміністрування) і Стенфордського школу права (1982).
У 1982—1984 рр. — працював помічником дослідника А. Леона Хігінботама, суддею Федерального окружного суду третього округу.
У 1984—1988 рр. — працював заступником федерального прокурора для східного округу Пенсільванії.
З 1988 року — працював лектором в юридичній школі Нью-Йоркського університету. За цей час він вже займав різні посади в Міністерстві юстиції США.
Нарешті, у 1994 році він був призначений заступником міністра Міністерстві фінансів США. На цій посаді він, зокрема, контролював роботу Секретної служби, Управління іноземними активами та Бюро з алкоголю, тютюну, вогнепальної зброї та вибухових речовин та Федеральний навчальний центр правоохоронних органів.
На 69-му загальному зборах міжнародної поліцейської організації Інтерпол, який відбувся в 2000 році в Родосі (Греція), Нобле був обраний Генеральним секретарем. У 2005 році він був одноголосно підтверджений на посаді на 74-й Генеральної Асамблеї в Берліні.

## Нагороди та відзнаки
- Орден Почесного легіону Франція (2008).